# Новий Корчин (гміна)
Гміна Новий Корчин (пол. Gmina Nowy Korczyn) — місько-сільська гміна у східній Польщі. Належить до Буського повіту Свентокшиського воєводства.
Станом на 31 грудня 2011 у гміні проживало 6350 осіб.

## Територія
Згідно з даними за 2007 рік площа гміни становила 117.31 км², у тому числі:
- орні землі: 83.00%
- ліси: 8.00%

Таким чином, площа гміни становить 12.13% площі повіту.

## Населення
Станом на 31 грудня 2011:
| Опис     | Загалом | Загалом | Чоловіки | Чоловіки | Жінки | Жінки |
| -------- | ------- | ------- | -------- | -------- | ----- | ----- |
| одиниця  | осіб    | %       | осіб     | %        | осіб  | %     |
| все      | 6350    | 100     | 3149     | 49.59    | 3201  | 50.41 |
| міське   | 0       | 100     | 0        |          | 0     |       |
| сільське | 6350    | 100     | 3149     | 49.59    | 3201  | 50.41 |

## Сусідні гміни
Гміна Новий Корчин межує з такими гмінами: Болеслав, Бусько-Здруй, Віслиця, Ґрембошув, Менджехув, Опатовець, Пацанув, Солець-Здруй.